# Thank You (песня Led Zeppelin)
Thank You — песня британской рок-группы Led Zeppelin, она была выпущена на их альбоме Led Zeppelin II.
Фактически автор текста — вокалист группы Роберт Плант, хотя на него явно оказал своё влияние великий гитарист Джими Хендрикс со своей песней «If 6 Was 9».
«Thank You» стала первой композицией Led Zeppelin, для которой Плант написал весь текст. Согласно разным биографиям Led Zeppelin, эта песня помогла понять Пэйджу, что Плант может писать самостоятельно большинство текстов для песен группы. Плант посвятил песню своей тогдашней жене Морин.
Доминирующую роль в песне играют акустическая гитара (Джимми Пейдж) и электроорган (Джон Пол Джонс). В конце песня затухает на несколько секунд и потом возвращается опять, перед финальным аккордом. По этой причине на многих радиостанциях этот аккорд часто вырезали.

## Концертные исполнения
Песня исполнялась группой на протяжении трёх лет, с 1970 по 1973 год. Это была последняя песня, которую сыграли в 1973 году на концертах (29 июля, Нью-Йорк). Студийные и концертные варианты особо не отличаются. Одна радио-версия есть на альбоме Led Zeppelin BBC Sessions.

## Участники записи
- Роберт Плант — вокал
- Джимми Пейдж — электрическая и акустическая гитара, бэк-вокал
- Джон Пол Джонс — Орган Хаммонда, бас-гитара
- Джон Бонем — ударные